# Jean-François Thourel
Jean-François Thourel est un homme politique français né le 9 novembre 1756 à Béziers (Hérault) et décédé le 29 avril 1834 à Nîmes (Gard).

## Biographie
Père d'André Thourel, député des Basses-Alpes, il a été élu député de l'Hérault le 11 avril 1797. Son mandat prendra fin le 26 décembre 1799.
Membre de l'Académie du Gard, il la préside en 1823.

## En savoir plus